# Přemysl Koblic
Přemysl Koblic (né le 2 juillet 1892 à Prague, Autriche-Hongrie et mort le 19 novembre 1955 dans la même ville mais en Tchécoslovaquie)  était un photographe, journaliste et chimiste tchécoslovaque.

## Biographie
Son père était chimiste et il était l'aîné de 4 enfants.
Il publia des articles sur la photographie et il expérimenta : faible luminosité, développement de films, création d'appareils photographiques légers pour réaliser des documentaires et qu'il appelait pohotovka ou daxl. Il introduisit plusieurs termes dans la langue tchèque, comme celui d'osvit signifiant « exposition lumineuse », qui concerne la photométrie

## Galerie

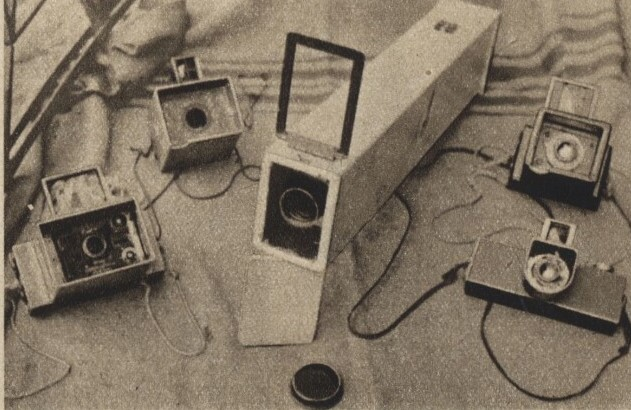
Des appareils photos qu'il avait inventé. Pestrý týden, 1943
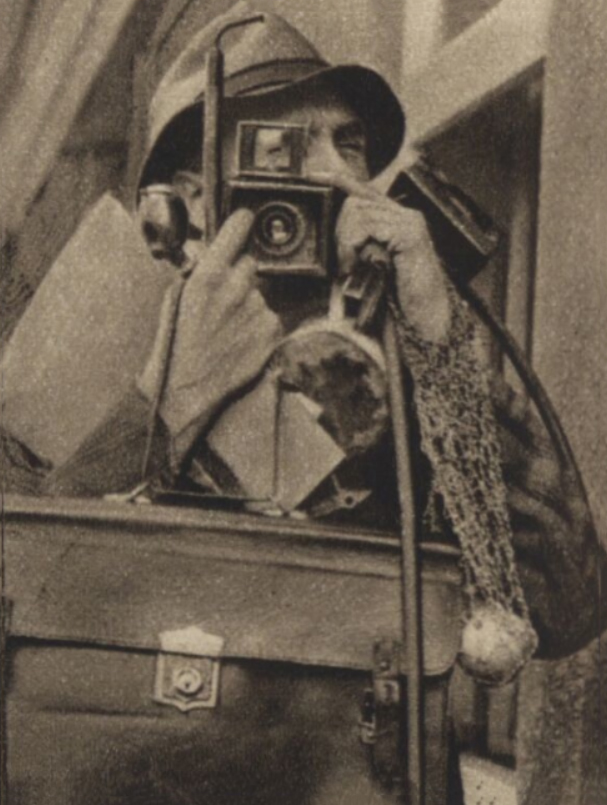
Přemysl Koblic photographiant avec un appareil de taille réduite. Pestrý týden, 1943